# Stuk 12-lang-staal
Het stuk 12-lang-staal (ook wel: 'stuk van 12 Lang Staal', 'kanon van 12 cm Lang 24', 'kanon van 12 L 24', 'kanon van 12 Lang Staal' of kortweg '12 Lang Staal') was een in 1878 binnen de Nederlandse Vestingartillerie ingevoerde stalen vuurmond met een kaliber van 125 mm (lengte 2.925 mm) en van het type 'ongeremde getrokken achterlader'. Het geschut bleef tot en met de meidagen van 1940 in gebruik bij de Nederlandse krijgsmacht.

## Voorgeschiedenis
Stalen geschut werd pas in de tweede helft van de 19e eeuw ontwikkeld nadat er grote vorderingen waren gemaakt in het smelt- en smeedproces van ijzer en staal. Stalen geschut verving in die periode massaal het bronzen en ijzeren geschut dat krijgsmachten toentertijd vooral in hun arsenalen hadden staan.
De Frans-Duitse Oorlog van 1870-1871 toonde het Duitse stalen geschut superieur aan de Franse wapens. Het zorgde voor een kleine revolutie in zich herbewapenend Europa. Ook Nederland, dat in die dagen grote financiële schaarste kende en in de jaren zestig nog in (gehard) bronzen geschut had geïnvesteerd, investeerde wederom intensief in nieuwe artillerie voor zijn vestingen en fortificatiën. Aldus werden medio jaren zeventig enkele stalen vuurmonden beproefd van de firma Krupp uit Essen. Het ging om vestinggeschut in de kalibers 12,5 cm en 15 cm. Vestinggeschut was zwaar geschut dat bedoeld was om in vaste opstellingen – zoals wallen, bastions of fortificatiën – te worden opgesteld en daartoe voorzien was van een (in geval van de 12-lang-staal 1,8 m) hoge affuit, welke de schietbuis boven de borstwering deed uitkomen.
Twee jaar lang onderzocht de Commissie van Proefneming de geschiktheid van de proefstukken in de legerplaats bij Oldebroek. De vuurmonden werden kennelijk gewaardeerd, want er volgden prompt significante opdrachten voor de aanschaf van uiteindelijk circa 160 vuurmonden van 12,5 cm en circa 80 van 15 cm stuk 15-lang-staal. De eerste 12,5 cm stukken werden vanaf 1878 ingevoerd. De versie van 15 cm vanaf 1880. Het was in dezelfde tijd dat er voor de veldartillerie werd gekozen voor het stuk van 8-staal. De tegenwoordig wat curieus lijkende namen voor deze vuurmonden hadden een goede aanleiding. In die dagen was er namelijk ijzeren, bronzen en stalen geschut in de gelederen. Bovendien sorteerde men stukken in 'kort' en 'lang', aan de hand van de lengte van de schietbuis. Zo was er naast de 12-lang-staal een bronzen 12-kort-brons in de arsenalen in de jaren zeventig van de 19e eeuw. En naast de 15-lang-staal was er een kanon van 15-kort-brons.
De 12,5 cm Kruppvuurmond was, zoals gebruikelijk in die tijd, een ongeremde vuurmond, welke dus slechts met een rembedding of wigconstructie kon worden bediend. De zware vuurmond had bij het afvuren een zware actie, die slechts voor een klein deel door de vuurmond zelf kon worden geabsorbeerd door de voorwaartse kanteling van de loop over de tappen van de schietbuis, waarbij de kulas aanzienlijk omhoog kwam en de monding van de schietbuis evident diep omlaag boog. De rest van de actie werkte door in de affuit, die op vlakke grond het stuk doorgaans één tot anderhalve radomtrek achterwaarts liet lopen. Als men bedenkt dat de 12,5 cm vuurmond 3.540 kg massa had, dan is duidelijk dat een geleide terugloop van de vuurmond vereist was. Dergelijke massa's telkens terugduwen in de uitgangspositie was immers ondoenlijk. Daarom waren zware houten wiggen beschikbaar om achter de raden te plaatsen, zodat de terugloop werd beperkt en de vuurmond terugliep in zijn uitgangspositie. In bastions of fortificatiën waren vaak complete rembeddingen voorhanden voor eenzelfde effect. Die hadden echter als nadeel dat de hoek van terugloop vaststond op de hoofdschootsrichting, terwijl de houten wiggen konden worden meeverplaatst met de schootsrichting van de vuurmond. Ondanks deze eenvoudige beheersingsmaatregelen was het met dit geschut noodzakelijk dat er regelmatig werd nagericht (= het opnieuw richten van het stuk op basis van bestek of bakens), omdat de wilde actie kon leiden tot uit de richting lopen van de vuurmond.
De vuurmond van 12-lang-staal schoot met een gescheiden lading. Projectiel en drijflading werden gescheiden van elkaar geladen. Dan werd met een plaat (en ring) de verbrandingskamer afgesloten. Nadien werd slagsas aangebracht en werd de vuurmond afgetrokken. De vuurmonden moesten met grote regelmaat worden gewist (= schoonmaken met een wisser van de schietbuis) net zoals er veel aandacht moest zijn voor vervuiling van de kulas. Na de modificatie van de kulas in de jaren twintig werd een plastische afsluiting gebruikt, wat het ontsnappen van druk bij het sluitstuk minimaliseerde. Hierdoor nam de dracht, maar vooral de accuratesse toe. Desondanks bleef de vuursnelheid voor een goed geoefende stukbemanning beperkt tot maximaal drie schoten per twee minuten, maar realistischer was één schot per minuut. Een vuursnelheid die tijdens de Eerste Wereldoorlog nog aanvaardbaar was voor middelzwaar geschut, maar tijdens de Tweede Wereldoorlog onaanvaardbaar traag was geworden en de waarde van een batterij 12-lang-staal tegenover een modernere vuurmond als het ware halveerde. Die devaluatie gold ook voor het maximale bereik en de kwaliteit van de munitie. Het bereik van 7.500 m met een gewone brisantgranaat was te kort voor de moderne oorlog, maar de 20,5 kg granaat had ook te weinig brisante kracht door het gebruik van oudere springstoffen.
De vuurmonden 12-lang-staal werden alle in de vestingartillerie opgenomen. Dat betekende overigens niet dat ze louter bij fortverdedigingen werden ingezet. Er werd vanaf begin twintigste eeuw, na verbreding van de raden, wel degelijk met deze vuurmonden gemanoeuvreerd, maar dat kon slechts bij voorbereide linies of stellingen aan de orde zijn, omdat de vuurmonden zeer log waren, een hoog profiel kenden en vuurstellingen langdurige voorbereidingen vergden. Dit stond in contrast tot de veldartillerie, die uit de aard der zaak in het open veld kon worden opgesteld, enige lagen vuur kon afgeven, weer onder tractie gebracht worden en zo voortdurend met de infanterie kon mee bewegen. De 12-lang-staal vuurmond vergde vier zware trekpaarden of zes tot acht gewone paarden als tractie. Dat betekende dat toen de vestingartillerie vanaf 1922 noodzakelijkerwijs betrokken werd bij de bereden artillerie, het vereiste aantal paarden in deze batterijen buitengewoon groot was.
De indeling bij de statische artillerie van de landmacht zou blijven bestaan tot de reorganisatie van de krijgsmacht in 1922. In feite was toen het stalen vestinggeschut al ver voorbij zijn houdbaarheidsdatum. Het was al verouderd geraakt door de invoering van nikkelstalen snelvuurgeschut en het gebruik van gelede affuiten in de jaren negentig van de 19e eeuw. Tijdens de Eerste Wereldoorlog hadden de ontwikkelingen wederom een hoge vlucht genomen en daardoor was het oude Kruppvestinggeschut uit de jaren zeventig en tachtig in feite totaal uit de tijd geraakt. Na de enorme investeringen in de krijgsmacht gedurende de voorgaande wereldoorlog en de malaise waarin het land na de blokkade door toedoen van de belligerenten tijdens die oorlog had verkeerd, was Nederland niet in staat investeringen te plegen om het leger te moderniseren. Integendeel. In 1922 werd een enorme bezuiniging op de krijgsmacht ingezet. Er werd als remedie besloten om het oude geschut in de arsenalen te houden en te moderniseren met een betere afsluiting van de kulas, waardoor de accuratesse en dracht enigszins kon worden verbeterd. Ook werd voor de tractie geëxperimenteerd met tractoren in plaats van grote paardenspannen.
In de tweede helft van de jaren dertig maakte Nederland weer werk van defensie. Vanaf 1935 kwamen herbewapeningsfondsen vrij en mocht de mogelijkheid voor aanschaf van modern geschut eindelijk worden verkend. De besluitvaardigheid liet echter, zoals op veel dossiers in die dagen, te wensen over, met name bij defensie zelf. Er werd zoveel getalmd en gedraald dat toen Nederland eindelijk zijn besluiten had genomen voor uitbreiding van de behoefte aan middelzwaar geschut, de geijkte leveranciers de handen vol hadden of om politieke redenen (nog) niet werden benaderd. Van uitstel kwam het tot afstel. Nederland zou er niet in slagen om behoudens een kleine portie zelf aangemaakt licentiegeschut nieuwe vuurmonden geleverd te krijgen. Het onwaarschijnlijke resultaat daarvan leidde tot het besluit niet alleen 36 batterijen 12-lang-staal vuurmonden in de actieve bewapening op te nemen, maar zelfs de in de jaren twintig in de mottenballen gezette 15-lang-staal in 12 batterijen te activeren! Zodoende werden in 1939 bij de mobilisatie 144 stukken van 12,5 cm en 48 stukken van 15 cm in parate batterijen ingedeeld en binnen de Vesting Holland, Betuwestelling en Grebbelinie opgesteld. Hoewel deze archaïsche vuurmonden niet meer dan een kwart van de artilleriesterkte vormden, en alle belligerenten tijdens de Tweede Wereldoorlog deels met sterk verouderde wapens te velde zouden verschijnen, zouden de oude stalen vuurmonden in het toenmalige Nederlandse leger in de publieke opinie model komen te staan voor de desastreuze effecten van een decennialang verwaarloosd leger en de veronderstelde kansloosheid van dat leger tegen de overvaller.
De 12-lang-staal vuurmond werd ingedeeld in een viertal artillerieregimenten, welke geheel uit afdelingen 12-lang-staal bestonden. Bij ieder regiment was een regimentsstaf van circa 70 man en een drietal afdelingen 12-lang-staal. Een afdeling bestond uit een staf van circa 85 man, een munitietrein van ca. 60 man en ongeveer 25 munitiewagens en drie batterijen van circa 65 man met vier vuurmonden per batterij. Een stuksbediening bestond uit zes man en een wachtmeester-stukscommandant.
Voor de 12-lang-staal waren oorspronkelijk vele munitiesoorten beschikbaar: ijzeren brisantgranaat van 20,5 kg, een stalen brisantgranaat van 16,5 kg, een ijzer en een stalen granaatkartets van 16,5 kg of 20,5 kg en een kartets van 16,5 kg. In mei 1940 waren alleen de stalen brisantgranaat (max. dracht ca. 7.500 m) en stalen en de ijzeren granaatkartets van 16,5 kg (max. dracht ca. 6.900 m) in de rantsoenen beschikbaar. De granaten konden met tijdbuizen worden uitgerust, zodat werking met versnelde of vertraagde ontsteking kon worden bereikt.

## Mei 1940
Het Nederlandse leger had in mei 1940 de beschikking over 157 vuurmonden van 12-lang-staal waarvan er 144 daadwerkelijk waren ingedeeld in 36 batterijen.
In de oorlogsorganisatie in mei 1940 waren vier volledige regimenten 12-lang-staal actief. Zij bestonden in totaal uit 12 afdelingen met elk drie batterijen. De regimenten artillerie (RA) met 12-lang-staal geschut waren: 13.RA, 14.RA, 18.RA en 19.RA. De gebeurtenissen bij deze eenheden tijdens de meidagen van 1940 worden hieronder zeer beknopt weergegeven:
- 13.RA was in zijn geheel opgenomen in de Groep Merwede, onderdeel van het Oostfront Vesting Holland. Dit was de sector Gorinchem – Leerdam. Deze afdeling heeft nauwelijks actie gezien.
- 14.RA was verdeeld over de Groepen Kil en Spui, welke het Zuidfront Vesting Holland bezetten. De eenheden stonden opgesteld op het Eiland van Dordrecht en in de Hoeksche Waard. III-14.RA, dat onder Dordrecht stond opgesteld, verloor in de ochtend van 10 mei 1940 direct al zijn stukken, omdat deze precies op de landingszone van groepen parachutisten stonden en zodoende onmiddellijk verloren gingen. De Duitsers duwden de meeste kanonnen in sloten, zodat na herovering door de Hollanders geen inzet meer mogelijk zou zijn. De andere afdelingen zouden vrijwel geen actie zien, omdat nauwelijks vijand binnen hun schootsveld zou verschijnen. Enige premature storende vuren in de sector tegenover Numansdorp waren alle actie voor deze afdelingen.
- 18.RA was ingedeeld in de sector van het 4e Legerkorps in de sector Amersfoort. In de sector van het 4e Legerkorps zou vrijwel geen enkele Duitse actie worden gezien, omdat de Duitsers zich behoudens enige vuurverkenningen tot de sector Scherpenzeel – Rhenen zouden beperken.
- 19.RA was verdeeld over de sector van het 2e Legerkorps in de sector Veenendaal-Rhenen en de Brigade A, sector Ochten. Dit regiment zou verreweg de meeste actie zien van alle 12-lang-staal eenheden. II-19.RA stond opgesteld boven op de Grebbeberg en werd betrokken bij de eerste vuuropdrachten, die aan de artillerie werden gegeven voor storende vuren op uitvalswegen van Wageningen en vermoede waarnemingsposten van Duitse artillerie. De eenheid zou lof krijgen voor de accuratesse van het vuur, maar ook verliezen lijden. De opstelling was vooroorlogs aangelegd en door de Duitse spionnen verkend, zodat Duits vuur vrijwel direct dekkend lag. Een vastlopende vuurmond leverde bovendien ook een verlies op. Op de tweede oorlogsdag werd de afdeling met TraDo-vrachtwagens (ontworpen door Pieter Herman van der Trappen (1895-1953) en Hub van Doorne) teruggetrokken van zijn positie op de Grebbeberg en zou nadien niet kundig meer worden ingezet. III-19.RA, opgesteld achter de hoofdverdediging in de Betuwestelling bij Ochten, zou meermaals bijdragen aan vuurondersteuning van de voorposten en frontlijn op 12 en 13 mei. Daarbij droeg de afdeling bij aan een voor de Duitse aanvallers kostbare aanval op deze frontsector, die in hoofdzaak door artilleriewerking van Nederlandse zijde werd afgeslagen. I-19.RA droeg bij aan de bestrijding van Duitse verplaatsingen en bewegingen in de sector nabij Scherpenzeel. Ook daar was de effectieve werking van de artillerie een belangrijke reden voor het mislukken van een grote Duitse aanval door de 227e Infanterie Division op 13 mei 1940.

De 12-lang-staal vuurmonden waren in mei 1940 weliswaar sterk verouderd en traag vurend, maar in algemene zin was er lof voor de betrouwbaarheid en de accuratesse van deze vuurmond. Daar waar ze werden ingezet, zo nu en dan intensief bovendien, stelden ze de gebruikers niet teleur. Deze lof – die men uiteraard in betrekkelijkheid dient te wegen – zou niet gelden voor de niet-gemoderniseerde grotere broer van 15 cm, die met name in de sector Moerdijk intensieve inzet zou zien. Deze zou juist mechanisch en prestatief niet voldoen.
De Duitsers hebben de in beslag genomen 12-lang-staal kanonnen voor een groot gedeelte naar Duitsland afgevoerd en vrijwel zeker omgesmolten. Enkele stukken mocht Nederland behouden voor musea. Een stuk van 12-lang-staal behoort tot de collectie van het legermuseum.

## Specificaties
- Kaliber: 125 mm
- Lengte schietbuis: 2.925 mm (= kaliber lengte 24)
- Massa: 3.540 kg (vuurgerede vuurmond)
- Massa (schietbuis met kulas): 1.420 kg
- Vuursnelheid: 2-3 schoten per twee minuten (tot vijftien minuten max.)
- Maximum bereik: 7.600 m (mei 1940, stalen brisantgranaat 16,5 kg)
- Munitietype: gescheiden lading
- Munitiesoort: brisantgranaat, granaatkartets
- Mondingssnelheid: 450 m/sec (stalen brisantgranaat 16,5 kg)
- Rem: ongeremd geschut
- Elevatie/declinatie: +37°/-14°
- Traverse: geen
- Bediening: 6 man plus stukscommandant
- Tractie: 6 paarden of tractor/TraDo